# Porterhouse-Steak

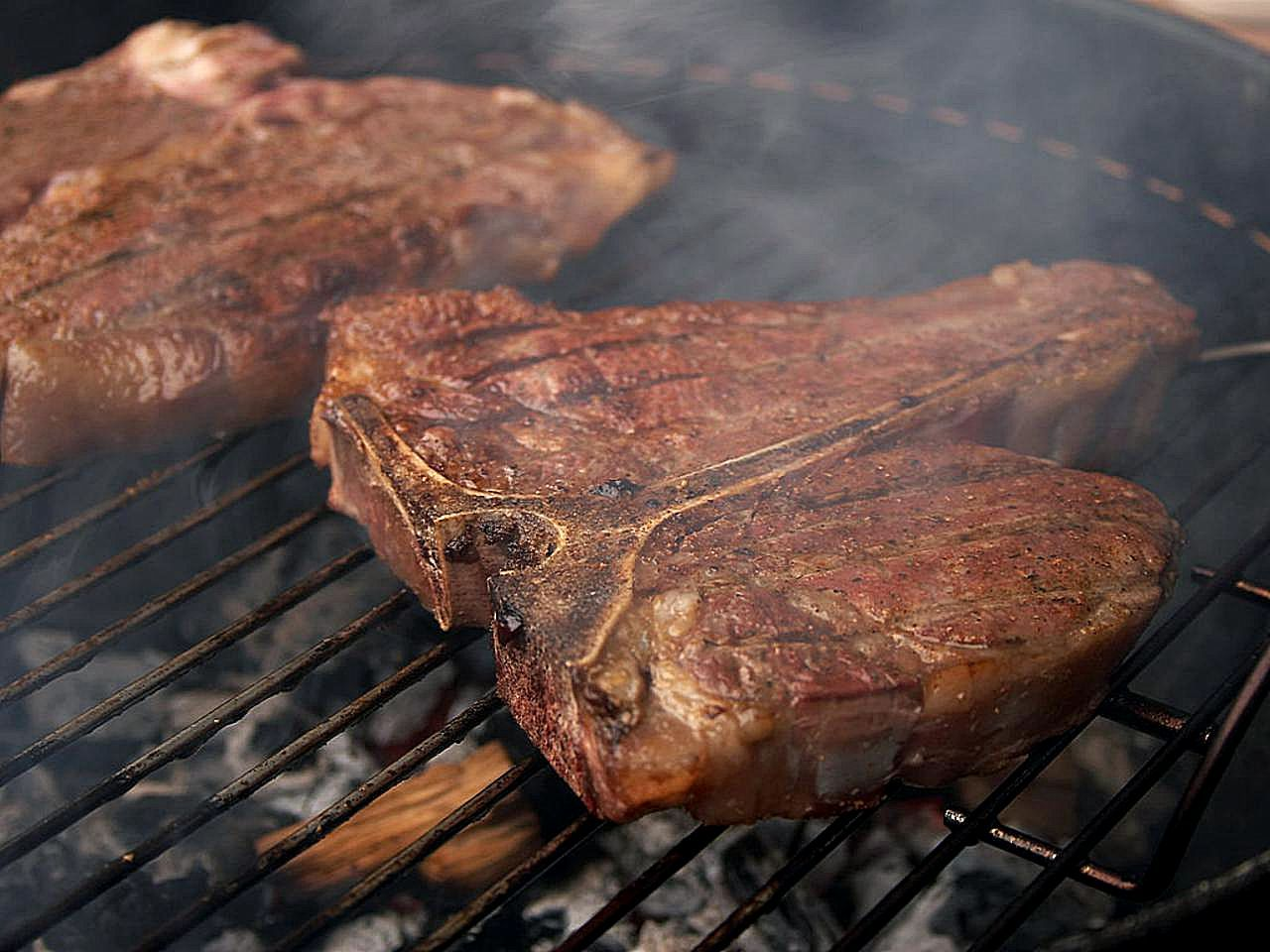
Porterhouse-Steaks

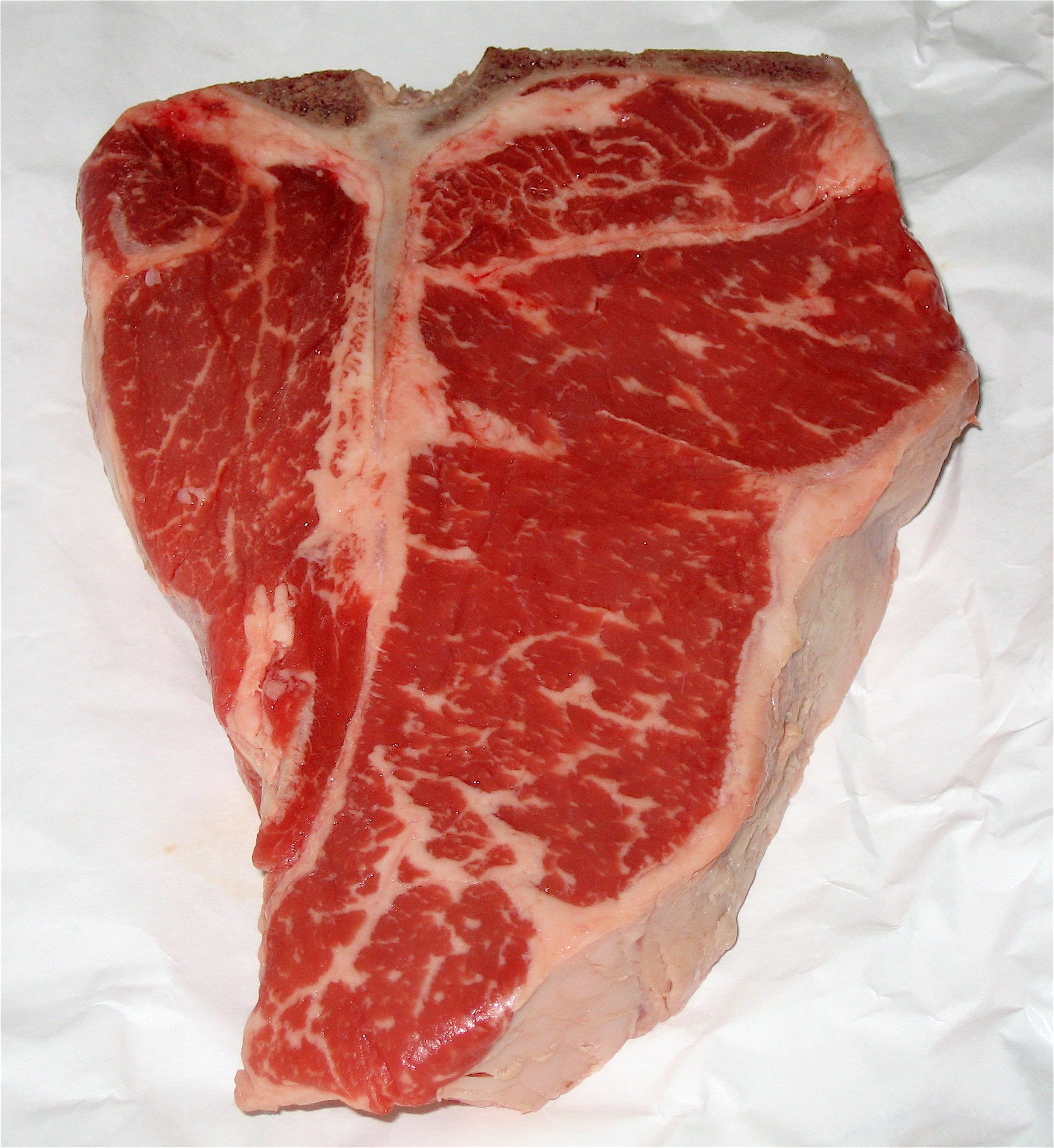
Rohes T-Bone-Steak

Das Porterhouse-Steak wird, wie auch das T-Bone-Steak, mit Filet und Knochen aus dem flachen Roastbeef geschnitten. Die beiden sehr ähnlichen Zuschnitte unterscheiden sich hauptsächlich durch die Dicke und den größeren Filet-Anteil beim Porterhouse-Steak.
Es hat üblicherweise eine Dicke von etwa 6 cm und ein Gewicht von etwa 700 bis 1000 g. Der Name Porterhouse-Steak leitet sich von der Bezeichnung britischer und amerikanischer Gasthäuser ab, in denen das Bier Porter ausgeschenkt wurde. Nach anderen Quellen wird er auf den Amerikaner Zacharias B. Porter zurückgeführt. Der Begriff T-Bone-Steak folgt der englischen Bezeichnung des im Anschnitt T-förmigen Knochens; hierbei ist eine Dicke von etwa 4 cm und ein Gewicht von etwa 600 g üblich. In Italien wird die gegrillte Spezialität aus der Toskana Bistecca alla fiorentina genannt.
Da Rinderwirbelsäulen wegen des Verdachtes, durch das enthaltene Rückenmark könne BSE übertragen werden, vom Markt genommen wurden, waren diese Steaks am Knochen in der EU von 2002 bis 2005 nicht erhältlich.